# مارگارتا اسکات
مارگارتا اسکات (انگلیسی: Margaretta Scott؛ ۱۳ فوریهٔ ۱۹۱۲ – ۱۵ آوریل ۲۰۰۵) یک هنرپیشه اهل بریتانیا بود. وی بین سال‌های ۱۹۲۶ تا ۱۹۹۷ میلادی فعالیت می‌کرد.
وی بازیگر فیلم‌هایی همچون هیاهوی بسیار برای هیچ و شدت بوده است.